# 种田乡
种田乡，是中华人民共和国甘肃省白银市平川区下辖的一个乡镇级行政单位。

## 行政区划
种田乡下辖以下地区：
种田村、五星村、北庄村、百丰村、拉排村和小川村。